# اچ‌ام‌اس مونترآل (۱۷۶۱)
اچ‌ام‌اس مونترآل (۱۷۶۱) (به انگلیسی: HMS Montreal (1761)) یک کشتی است که طول آن ۱۲۵ فوت ۸ اینچ (۳۸٫۳ متر) می‌باشد. این کشتی در سال ۱۷۶۱ ساخته شد.